# 学校法人福田学園
学校法人福田学園（がっこうほうじんふくだがくえん）は大阪府大阪市北区天満に本部をおく学校法人である。
創立者・福田右馬太郎は、最新の製図技術を学ぶため単身渡米。帰国後、日本初の製図通信教育を開始。当時の日本は近代化を進め、工業立国として必要な設計分野での、技術者の養成が強く求められており、これからの日本で重要なのは、「時代を支える人材の養成」であると考え、明治28年（1895年）「工業技術とそれを支える人材」の養成校として「製図夜学館」を創立。車で有名なマツダの創業者 松田 重次郎 氏もここで学んだ。以来124年、夜間製図学館は「大阪工業技術専門学校」として発展を続け、卒業生は30,000人を超えている。
21世紀となり、工業技術の重要性は変わらないものの、高齢社会を迎えるなど　社会環境は大きく移り変わり「時代を支える人材の養成」というDNAから派生し「保健医療を支える心ある人材養成校」として、リハビリテーション専門職を育成する「大阪リハビリテーション専門学校」を2000年に開校。昼間部、夜間部の理学療法学科、作業療法学科、昼間部の言語聴覚学科が設置された。
さらに、超高齢社会となり、リハビリテーション専門職のニーズがより高まる中、専門知識や技術の習得に加え、研究活動や社会貢献、国際交流など、幅広いニーズに応えられる高等教育機関として、2009年「大阪保健医療大学」を開学。その際、専門学校に設置されていた昼間部が、現在の理学療法学専攻、作業療法学専攻、言語聴覚専攻科として移行。2013年には大学院を設置。茨木市に彩都キャンパスとして、彩都スポーツ医科学研究所を持ち、現在は、福田学園グループとして、3校・6つの校舎を有している。
学校法人福田学園は創設から、絶えず科学や工学の発展に合わせ、時代とともに学びを更新し続けている。

## 設置校
- 大阪保健医療大学
- 大阪工業技術専門学校
- 大阪リハビリテーション専門学校